# Orfeu Bertolami
Orfeu Bertolami, né en 1959 à São Paulo, Brésil, est un physicien théoricien. Il travaille aux problèmes d'astrophysique, de cosmologie, de relativité générale et de gravité quantique à l'Instituto Superior Técnico de Lisbonne, au Portugal, depuis 1991 (2010). Il est actuellement professeur au Département de Physique et d'Astronomie de la Faculté des sciences de l'Université de Porto.
Il est l'auteur d'un livre (en portugais) de vulgarisation auprès du grand public traitant de l'histoire des idées en astronomie, en cosmologie et celle des théories de la gravité. Il a également publié un texte à caractère plus technique sur les aspects de la gravité et de la propulsion spatiale, qui a été publié par l'Agence spatiale européenne.
En particulier, Bertolami a étudié le problème de la constante cosmologique et sa relation avec le principe d'équivalence, le modèle général des gaz de Chaplygin d'unification de l'Énergie sombre (pour expliquer l'accélération de l'expansion de l'Univers) et la matière noire (pour expliquer l'aplatissement de la courbe de rotation des galaxies et quelques modèles alternatifs de la gravitation (en) avec des couplages non-minimaux entre la courbure et la matière. Il a également travaillé sur l'anomalie de Pioneer, qui a montré qu'elle était le plus vraisemblablement causée par effets thermiques embarqués.